# Gerda Kraan
Gerarda Maria « Gerda » Kraan (née le 30 juillet 1933 à Leyde) est une athlète néerlandaise, spécialiste du 800 mètres.

## Carrière
Elle remporte le titre du 800 mètres des Championnats d'Europe 1962, à Belgrade, devant l'Est-allemande Waltraut Kaufmann et la Hongroise Olga Kazi. Elle établit à cette occasion un nouveau record d'Europe de la discipline en 2 min 02 s 8.
Elle participe aux Jeux olympiques de 1960 et 1964 sans parvenir à atteindre la finale.

### Palmarès
| Date | Compétition           | Lieu     | Résultat | Épreuve |
| ---- | --------------------- | -------- | -------- | ------- |
| 1962 | Championnats d'Europe | Belgrade | 1re      | 800 m   |

### Records
| Épreuve | Performance  | Lieu | Date |
| ------- | ------------ | ---- | ---- |
| 800 m   | 2 min 02 s 8 |      | 1962 |